# Leanira calcis
Leanira calcis är en ringmaskart som beskrevs av Hartman 1960. Leanira calcis ingår i släktet Leanira och familjen Sigalionidae. Inga underarter finns listade i Catalogue of Life.